# Castrul roman de la Răcarii de Jos

## Localizare
Castrul, aflat la o altitudine de 103 m, are lungimea între ziduri de 168 x 140 m, cu lungimea pe direcția E-V). Ca localizare, situl arheologic se află lângă calea ferată Craiova-Filiași, în dreptul gării Răcari, aflată la marginea satului Răcari (fost Răcarii de Jos), comuna Brădești, județul Dolj. Gara se află, practic, peste așezarea civilă a castrului roman. Castrul însuși se află la numai circa 70 m SV de gară.
Castrul de la Răcarii de Jos este cuprins în Repertoriul Arheologic Național, cu codul RAN 71108.02, ca centru de locuire militară - castru, din Epoca romană, Epoca migrațiilor și... Hallstatt.. Referirea la Hallstatt se datorează descoperirii unor complexe izolate.

## Repere de arheologie
Castrul roman de la Răcarii de Jos se află pe terasa stângă a Jiului mijlociu, la 6 km sud de orașul Filiași.
Primele săpături arheologice au fost efectuate între 1897-1898 de Grigore Tocilescu și Pamfil Polonic. În urma săpăturilor s-a descoperit un bogat material ceramic, numismatic, țiglă și cărămizi, obiecte de sticlă, bronz, fier, os, fragmente de statui colosale, piese de echipament militar, arme, fibule etc.
Următoarele cercetări arheologice ale castrului au fost efectuate de Grigore Florescu în anii 1928 și 1930, de la care avem un raport ceva mai consistent (v. Arhivele Olteniei IX, nr. 51-52, 1930). Cercetările au fost reluate de Muzeul Militar Național, respectiv Cristian Vlădescu, în 1991-92, sistate însă, iar tentativele – repetate – de a relua cercetarea sistematică nu s-au concretizat decât în vara anului 2003, din inițiativa Muzeului Național, în cooperare cu Muzeul Olteniei. Motivele reluării activității în zonă sunt numeroase, dacă ar fi să amintim aici doar ipoteza Pârvan (cu „colonia Malvensis”) sau descoperirile numismatice întâmplătoare, inclusiv pentru perioada post-romană.
Începând cu anul 2003 au avut loc mai multe campanii anuale de cercetare de către colectivul condus de dr.Eugen S. Teodor, reprezentând Muzeul Național de Istorie al României, și dr.Dorel Bondoc, reprezentând Muzeul Olteniei.
În castru au staționat trupe din Legiunea a V-a Macedonica și un Numerus Maurorum (adică o unitate de mauri, probabil ecvestră). Castrul a fost construit inițial în contextul războaielor dacice (101-102 și 105-106) de către o vexilație a Legio V Macedonica, fiind ceva mai mic decât forma cunoscută din literatura mai veche (adică 142 x 125 m), ocuparea lui după sfârșitul războiului fiind discutabilă. Un castru mai mare, din pământ, a fost amenajat cândva după anul 157, aproximarea fiind făcută pe baza numismaticii, de această dată fiind ocupat de unitatea „neregulată” maură. Poziția mult în spatele limes-ului recomandă în primul rând misiuni de poliție în centrul Olteniei. Ulterior, în jurul anului 200, castrul a fost reclădit din zid de piatră. Castrul de piatră a suferit două distrugeri complete, una în deceniul al treilea (sub Elagabal?), după care a fost refăcut pe același plan, și o a doua, în cursul marii invazii carpice (în jur de 247). Evoluția sitului, după acest moment, este mai puțin certă. Este posibil ca fortificația să se fi restrâns spre colțul de NE, însă nu există limite pentru acest nou contur. Pe suprafața castrului se produc însă schimbări dramatice, relația dintre construcții și drumuri fiind de alt tip, anunțând zorii urbanismului roman târziu. Circulația monetară încetează la 252, însă fenomenul pare unul general în Oltenia. Este probabil că totuși castrul a fost ocupat până la retragerea administrației romane din Dacia traiană (sau mai degrabă „hadriană”??), fiindcă această a patra - și ultima - fază de evoluție are, practic pe toată suprafața, două subfaze distincte.
Pe teritoriul castrului s-au descoperit monede pornind încă din perioda republicii, sfârșindu-se cu emisiuni de la Gordian al III-lea, Decius și Etruscilla. Nu a fost scoasă din săpătură nici o monedă mai târzie, în ciuda convingerii lui Dumitru Tudor că fortificația a fost preluată de "populația civilă", pe vremea lui Constantin cel Mare. Există, în schimb, ceramică și complexe din secolul VI.
În așezarea romano-bizantină de la Răcarii de Jos au fost descoperite (în condiții și locații necunoscute!) surprinzător de numeroase monede romane târzii, din care nu mai puțin de trei emise de Justinian, și anume câte o piesă de un follis, o jumătate de follis și o optime de follis. Primele două piese datează din anii 522-527. Aceste descoperiri de la Răcari sunt extrem de importante, pentru că ele provin din aria unui fost castru roman din secolele II-III, în jurul căruia s-a dezvoltat o așezare civilă și care și-a continuat probabil existența în cursul secolelor IV-VI (secolul VI fiind însă singurul lucru cert). După toate aparențele, populația care trăia aici se afla în legătură cu administrația imperială.